# Marcelová
Marcelová (em húngaro: Marcelháza) é um município da Eslováquia, situado no distrito de Komárno, na região de Nitra. Tem 35,75 km² de área e sua população em 2018 foi estimada em 3.724 habitantes.

## Demografia
| Ano:        | 1994 | 2004   | 2014   | 2024   |
| ----------- | ---- | ------ | ------ | ------ |
| Broj ljudi: | 3773 | 3836   | 3764   | 3794   |
| Razlika:    |      | +1,66% | -1,87% | +0,79% |

| Ano:               | 2023 | 2024   |
| ------------------ | ---- | ------ |
| Número de pessoas: | 3802 | 3794   |
| Diferença:         |      | -0,21% |